# Borče Manevski
Borče Manevski (in macedone Борче Маневски?; Bitola, 5 luglio 1985) è un ex calciatore macedone, di ruolo attaccante.

## Carriera

### Club
Il 1º luglio 2018 viene acquistato a titolo definitivo dalla squadra kosovara del Ballkani.